# Krasnojarsk
Krasnojarsk (ruski: Красноя́рск) je treći po veličini ruski grad u Sibiru, administrativno sjedište Krasnojarskog kraja.
Leži na rijeci Jenisej, i važno je čvorište na transibirskoj željeznici. To je grad od 909 341 stanovnika (po popisu iz 1989./1989.), ima važnu zrakoplovnu luku Krasnojarsk – Jemeljnovo. U doba hladnog rata Krasnojarsk je bio sjedište sjeveroistočne zračne baze (danas je na tom bivšem vojnom poligonu podignuto stambeno naselje).

## Povijest
Grad je osnovan u lipnju 1628. kao ruska granična utvrda. Krasnojarsk kao i druge utvrde u slivu rijeka Kača i Jenisej, podignule su ruske vojne postrojbe pod vodstvom kozaka Andreja Dubenskog za zaštitu granica od navala lokalnih plemena. Utvrda je nazvana  Krasni Jar, a to je bio staroruski prijevod lokalnog naziva za to mjesto Kyzyl Yar (na lokalnom turkmenskom jeziku,  je to značilo Crvena Hrid). Kad je naselje dobilo status grada, prezvano je u Krasnojarsk.
Naselje se počelo razvijati kad je do njega došla moskovska poštanska cesta M53, od 1735. do 1741., koja ga je povezala sa susjednom gradovima Ačinski, Kanski i ostalom Rusijom. Razvoj je pojačan otkrićem zlata, i dolaskom transibirske željeznice 1895.
1749., 270 km. južnije od Krasnojarska, pronađen je meteorit težine oko 700 kg. Pronašao ga je Peter Simon Pallas i 1772. prenio u Krasnojarsk. Ovaj meteor je bio značajan, jer je bio prvi takav objekt koji je temeljitije proučan.
U XIX st Krasnojarsk je postao centar pokreta sibirskih Kozaka. Godine 1822. dobio je status grada, i postao centar Jenisejske Gubernije. 
Za Carevine Rusije, Krasnojarsk i njegov okrug bili su mjesto političkog izgona. Tako su osam Dekabrista protjerana iz Sankt-Peterburga u Krasnojarsk, nakon slamanja pobune.
Nakon Oktobarske revolucije, u Krasnojarsku je podignuto jako puno velikih industrijskih pogona teške industrije i puno velikih hidrocentrala, između ostalog Krasnojarska hidrocentrala (i danas peta po veličini hidrocentrala na svijetu, druga u Rusiji).
Od 1934., novom teritorijalno administrativnom podjelom Rusije, oformljen je Krasnojarski kraj, a Krasnojarsk  je postao njegov centar. U Staljinovo vrijeme, Krasnojarsk je postao centar gulaga. Najveći takav radni logor bio je Kraslager ili  Krasnojarski ITL (1938. – 1960.) na dvije lokacije Kansk i Rešjoti. U samom gradu djelovao je Jenisejlager ili Jenisejski ITL, radni logor za vrijeme drugog svjetskog rata (1940. – 1941.).
Na početku drugog svjetskog rata, jako puno tvornica je preseljeno iz Ukrajine i Zapadne Rusije u Krasnojarsk i okolne gradove, i tako je ubrzan razvoj grada. 
Dobar dio ovih pogona nastavio je rad i nakon rada ( Aluminijski zavod, Krasnojarski metaluruški zavod i mnogi drugi).
Nakon raspada SSSR-a, i sloma socijalističkog privrednog sustava, veliki industrijski pogoni Krasnojarska postali su predmet privatizacije. Dobar dio pogona je završio u bankrotu, a neki su postali predmet velikih političkih skandala poput Krasnojarskog aluminijskog zavoda, koji je privatizacijom pripao Anatoliju Bikovu, ali je kasnije to poništeno kada je optužen za ubojstvo svojeg partnera Vilora Struganova. Problemi rada velikih industrijskih pogona i njihovog vlasništva Krasnojarska traju i danas.

## Zemljopis
Grad Krasnojarsk (s prigradskim naseljima) se prostire na površini od 172 km2. Prosječna temperatura u najhladnijem siječnju je  -20 °C; a u najtoplijem srpnju je 18 °C. Najniža temperatura izmjerana u gradu bila je  -56 °C, a najviša 36 °C. Rijeka Jenisej teče kroz grad od zapada na istok. Nakon izgradnje Krasnojarske hidrocentrale i njezine velike brane 32 km uzvodno, Jenisej se više ne ledi, a ljeti ne prelazi temperaturu od 14 °C.
Na rijeci ima nekoliko otoka od kojih su najveći Tatjišev i Otdiha, koji su rekracione zone.
S juga i zapada Krasnojarsk je okružen šumovitim bežuljcima prosječne visine 410 metara. Još južnije nalaze se velike stjenovite hridine – Stolbi (rezervat prirode). 
Zapadno od grada nalazi se gorje Gremjačinskaja Griva, koje se prostire od brda Nikolajevska Sopka (poznato po skijaškim skakaonicama) do rijeke Sobakino.
Sjevero zapadno od grada je jednoličan ravan šumoviti teren, a sa sjevero zapada su poljoprivredne površine.

## Administrativna podjela grada
Krasnojarsk je podijeljen na sedam administrativnih zona:
- Kirovsku
- Lenjinsku
- Oktobarsku
- Sovjetsku
- Sverdlovsku
- Centralnu
- Železnodorožnju

## Stanovništvo
Stanovništvo po godinama (listopad, 2007.)
| 1897 | 26,600  | 1962 | 465,000 | 1982 | 833,000 | 2000 | 875,500 |
| 1923 | 60,400  | 1967 | 576,000 | 1986 | 885,000 | 2001 | 875,900 |
| 1926 | 72,200  | 1970 | 648,000 | 1989 | 912,600 | 2002 | 909,341 |
| 1939 | 190,000 | 1973 | 707,000 | 1992 | 925,000 | 2005 | 917,200 |
| 1956 | 328,000 | 1976 | 758,000 | 1996 | 871,100 |      |         |
| 1959 | 412,000 | 1979 | 796,300 | 1998 | 875,300 |      |         |

## Gradovi prijatelji
- -  Heihe, Kina.

## Vanjske poveznice
- Vodič kroz krasnojarski kraj[neaktivna poveznica]
- Sibirski turistički vodič
- Vijesti iz Krasnojarska danas  Arhivirana inačica izvorne stranice od 14. kolovoza 2006. (Wayback Machine)
- The gallery of Krasnojarsk artists  Arhivirana inačica izvorne stranice od 17. prosinca 2006. (Wayback Machine)
- Stranice Saveznog sibirskog sveučilišta
- Interaktivna karta cestovne mreže Krasnojarska